# Soni Razdan
Soni Mahesh Bhatt (nacida el 25 de octubre de 1956), conocida profesionalmente como Soni Razdan, es una actriz y directora de cine británica que trabaja en películas indias en idioma hindi .  Se había consolidado como una actriz líder de los años 1980 y principios de los 1990. Ha recibido varios galardones, incluido un premio ITA, además de una nominación al premio Filmfare . Parte de la familia Bhatt del cine indio. Hizo su debut como actriz como Rosemary en 36 Chowringhee Lane (1981). Su gran avance llegó con la película dramática Saaransh (1984), por la que obtuvo una nominación al Premio de la Asociación de Periodistas de Cine de Bengala a Mejor Actriz y al Premio Filmfare a Mejor Actriz de Reparto . Razdan recibió un renovado reconocimiento después de aparecer en las películas de Hollywood, Such a Long Journey (1998). Otras obras notables de Razdan incluyen Mandi (1983), Trikal (1985), Khamosh (1985), Such a Long Journey (1998), Raazi (2018) y Yours Truly (2018). Razdan también ha protagonizado muchas series OTT, incluidas The Verdict - State vs Nanavati (2019), Out of Love (2019), This Way Up (2019) y Call My Agent: Bollywood (2021).